# Vincent z Beauvais
Vincent z Beauvais (latinsky Vincentius Bellovacensis; před 1200 – asi 1264) byl francouzský dominikán, pedagog a významný encyklopedista středověku.

## Život a dílo
Vincent působil jako učitel teologie v cisterciáckém klášteře Royaumont a vychovatel synů francouzského krále Ludvíka IX. Patrně se podílel na založení dominikánského konventu v Beauvais. Před rokem 1250 sepsal pedagogický spis De eruditione filiorum nobilium (O výchově šlechtických dětí), v němž je obsažena středověká teorie výchovy a vzdělávání. V reakci na úmrtí králova prvorozeného syna Ludvíka v lednu 1260 adresoval králi útěšný spis Liber consolatorius. Někdy po roce 1260 také napsal traktát De morali principis institutione (O mravní výchově knížete).
Věhlas si získal svým monumentálním encyklopedickým dílem Speculum maius (Velké zrcadlo), na kterém pracoval snad již od třicátých let 13. století. Dílo obsahuje téměř deset tisíc kapitol v 80 knihách, které jsou rozděleny do tří celků: Speculum naturale (Zrcadlo přírody), Speculum doctrinale (Zrcadlo učenosti) a Speculum historiale (Zrcadlo dějin). Vincent plánoval pokračovat čtvrtou částí zvanou Speculum morale (Zrcadlo mravnosti), kterou k původnímu textu doplnil až neznámý kompilátor 14. století, mimo jiné na základě spisů Tomáše Akvinského. V obrovském rozsahu díla a velkém počtu použitých pramenů (asi dva tisíce) se odráží bouřlivý rozvoj tehdejší evropské vědy způsobený recepcí řeckých a arabských spisů ve 12. století.